# Гринс Ландинг (Пенсилванија)
Гринс Ландинг (енгл. Greens Landing) насељено је место без административног статуса у америчкој савезној држави Пенсилванија.

## Демографија
По попису из 2010. године број становника је 894.
| Група             | 2000.    | 2010.       |
| Белци             | 0 (0,0%) | 840 (94,0%) |
| Афроамериканци    | 0 (0,0%) | 0 (0,0%)    |
| Азијати           | 0 (0,0%) | 18 (2,0%)   |
| Хиспаноамериканци | 0 (0,0%) | 13 (1,5%)   |
| Укупно            | 0        | 894         |